# Пітер Пауль Рубенс
Пі́тер Па́уль Ру́бенс (нід. Peter Paul Rubens, МФА: [ˈpe:tər ˈpʌul ˈrybə(n)s], також Pieter Paul (Pauwel) Rubens, МФА: [ˈpitər 'pʌul 'rybə(n)s] або Petrus Paulus Rubens; 28 червня 1577, Зіґен — 30 травня 1640, Антверпен) — фламандський живописець, один із найвизначніших представників епохи бароко, дипломат, колекціонер. Його творчість — органічний сплав традицій брейгелівського реалізму з досягненнями венеційської школи. Він проявив себе як в історичному живописі й живописі на релігійну та міфологічну тематику, так й у жанрі портрета, пейзажу та декоративного живопису. Каталог робіт Рубенса, складений британським істориком Майклом Джаффе (англ. Michael Jaffe) налічує 1403 одиниці, за винятком численних копій, виконаних у майстерні художника.

## Походження
Рубенс походить із старовинної сім'ї антверпенських громадян. Його батько Ян Рубенс, був в епоху правління герцога Альби старшиною міста Антверпена, за прихильність до ідей Реформації потрапив в опалу і змушений був рятувати життя своє і своєї родини еміграцією за кордон.
Спочатку він поселився в Кельні, де мав близькі стосунки з Ганною Саксонською, дружиною Вільгельма I Оранського. Ці стосунки незабаром перейшли у любовний зв'язок. Яна посадили у в'язницю, звідки його звільнили після довгих прохань і скарг його дружини, Марії Пейпелінкс, і відправили у заслання. Місцем заслання стало невелике містечко Зіґен, в якому Ян Рубенс прожив зі своєю сім'єю з 1573 до 1578 року, і де, ймовірно, 29 червня 1577 року, народився майбутній великий живописець.

## Ранні роки
Дитинство Пітер Рубенс проживав спочатку в Зіґені, а потім в Кельні, і лише 1588 року, після смерті у 1587 році Яна Рубенса, його сім'я отримала можливість повернутися на батьківщину, в Антверпен. Для цього матері Рубенса знову довелось перейти у католицтво.
Загальну освіту Рубенс здобув в єзуїтській колегії, після чого служив пажем у графині Лаленг. Займатися живописом Рубенс почав дуже рано. Його вчителями були Тобіас Вергахт, Адам ван Ноорт та Отто ван Веен, що працювали під впливом італійського Відродження та змогли, особливо останній, прищепити молодому художникові любов до всього античного.
1598 року Рубенса прийняли вільним майстром в Антверпенську гільдію Святого Луки. 1600 року він за давнім звичаєм нідерландських живописців відбув завершувати свою художню освіту до Італії.

## Італійський період (1600—1608)

### Перебування у Мантуї

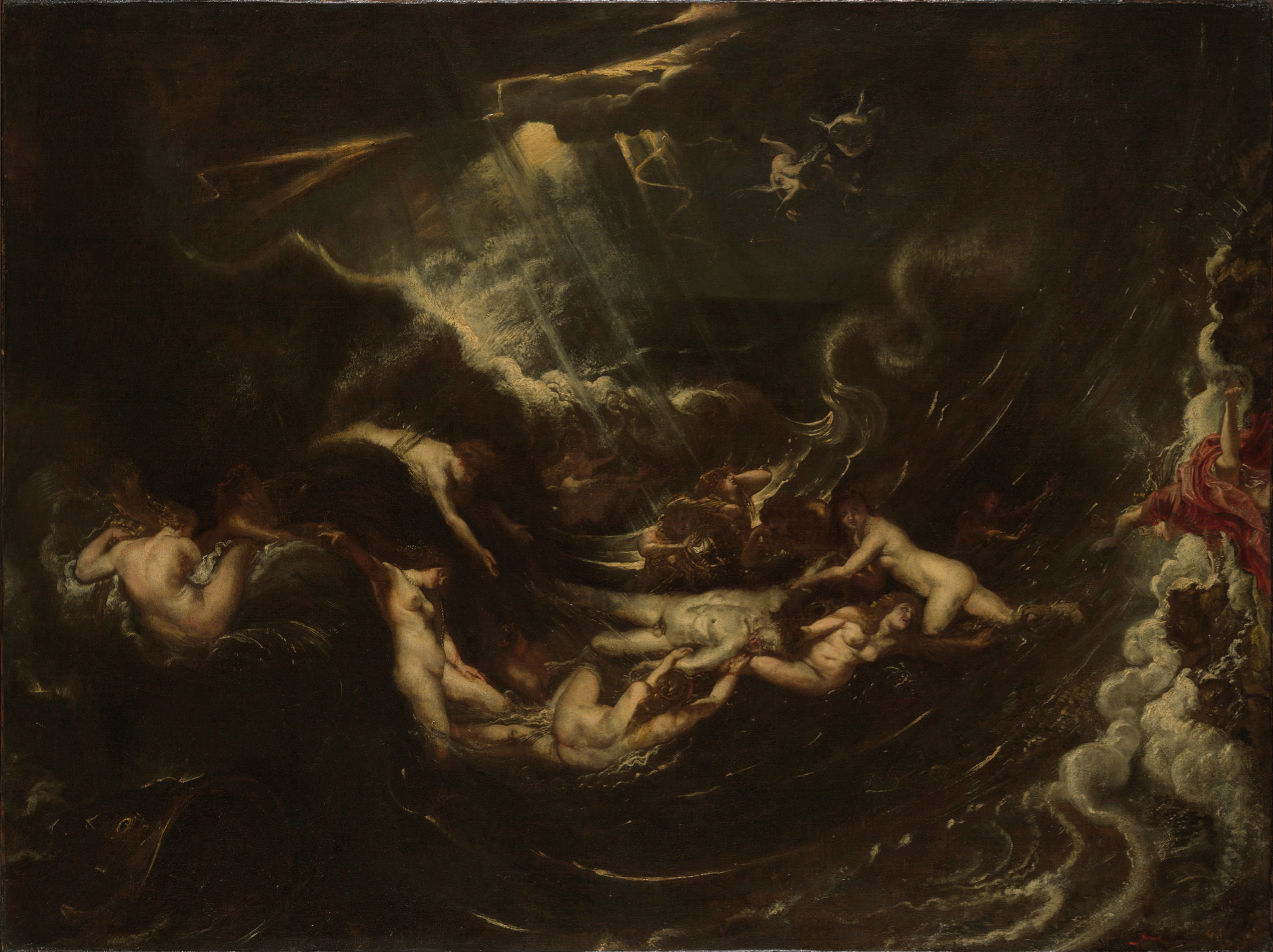
«Геро і Леандр» із зібрання Рембрандта (наслідування Тінторетто), бл. 1605

У 1601 році Рубенс служив при дворі мантуанського герцога Вінченцо Гонзаги, де залишався на службі впродовж всього свого перебування в Італії.
За дорученням герцога, він відвідав Рим і вивчав там італійських майстрів, після чого, проживши якийсь час у Мантуї, був посланий із дипломатичним дорученням до Іспанії. Судячи з копій, зроблених Рубенсом з картин Тіціана, Тінторетто, Корреджо, Леонардо да Вінчі та інших, можна сказати, що в цю пору він побував у всіх найважливіших художніх центрах Італії, щоб вивчити здобутки італійського живопису Епохи Відродження.
В італійський період своєї діяльності, Рубенс, не прагнув до самостійної творчості. Тоді їм було виконано лише невелике число самостійних робіт, з яких слід назвати: «Спорудження Хреста», «Терновий вінець» та «Розп'яття», «Втечу Лота», «Христа та Грішницю», «Воскресіння Лазаря», «Вакханалія», «Вакха» та інші.

### Праця у Римі та Генуї

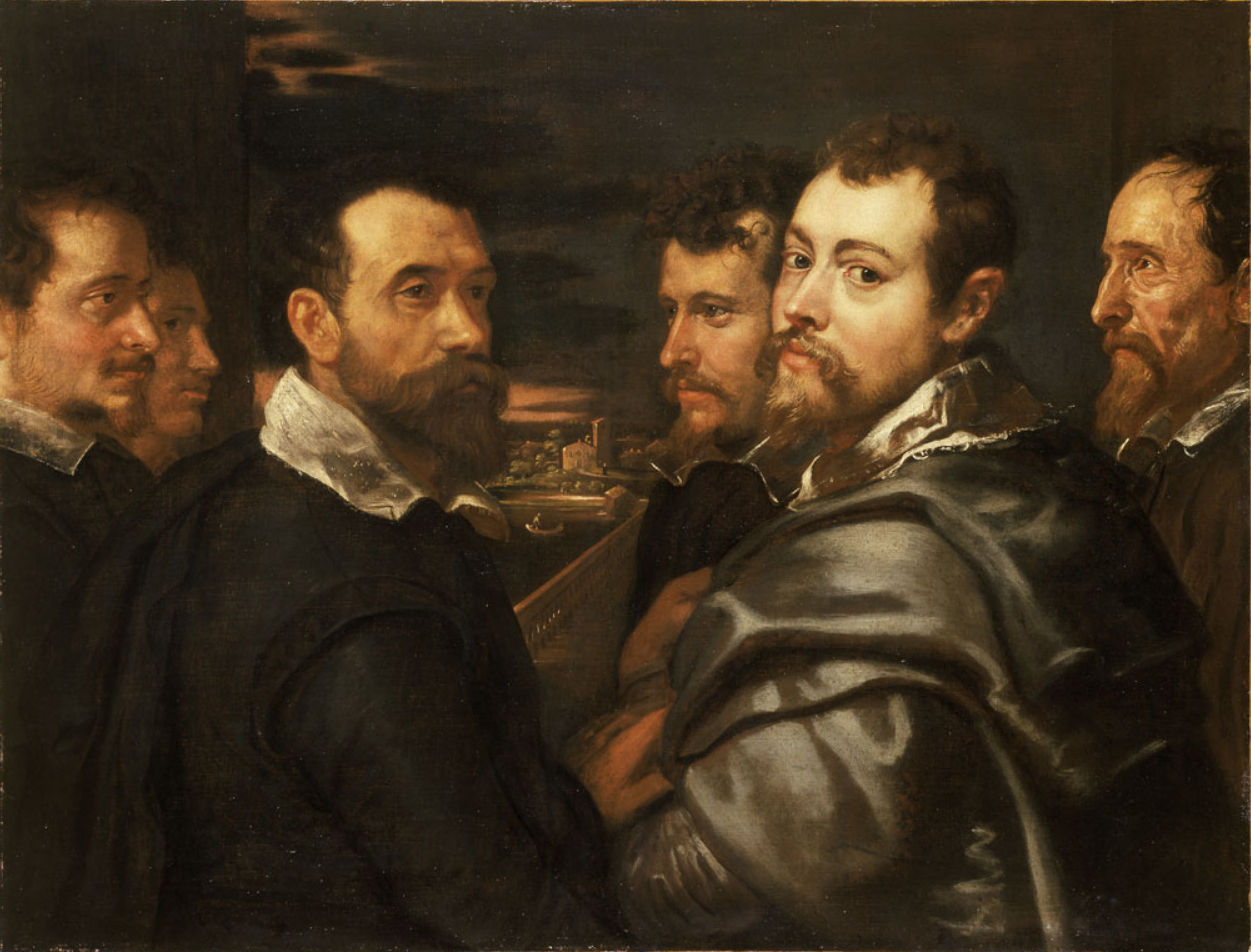
«Автопортрет з мантуанськими друзями», 1606

Ще 1605 року брат Пітера отримав посаду бібліотекаря при дворі кардинала Асканіо Колонна у Римі. Він і сприяв переїзду молодого на той час художника Рубенса у папську столицю. Два роки Рубенс студіював у Римі, вивчаючи твори попередників і сучасних римських майстрів.
Здібності молодого митця були помічені і 1607 року його запросили до міста Генуя, де добре знали про фламандських художників і де були налагоджені давні бізнесові і культурні зв'язки з фламандцями. Переїзду до Генуї і отриманню там вигідних для художника замов сприяв генуезький банкір Якопо Серра, що вів грошові справи із самим папою римським. У Генуї Рубенс працював портретистом. Завдяки Якопо Серра він отримав також замовлення на вівтар для монастиря ораторіанців у місті Фермо. Невдовзі Якопо Серра сприяв отриманню Рубенсом престижного замовлення на вівтар для церкви Санта-Марія-ін-Валлічелла у Римі, де здібності Рубенса розкрились повніше, ніж у не зовсім улюбленому портретному жанрі, котрий для художника був засобом заробітку. Покращений фінансовий стан відтепер Рубенс використав для відмежування від двору мантуанського покровителя з його обмеженнями і нерегулярною виплатою гонорарів. 1608 року він отримав листа про тяжку хворобу матері у Антверпені і скористався ситуацією для виїзду з Італії і розриву власних зобов'язань як перед мантуанським двором, так і перед прихильниками з Генуї.

## Повернення до Антверпена (1609—1621)

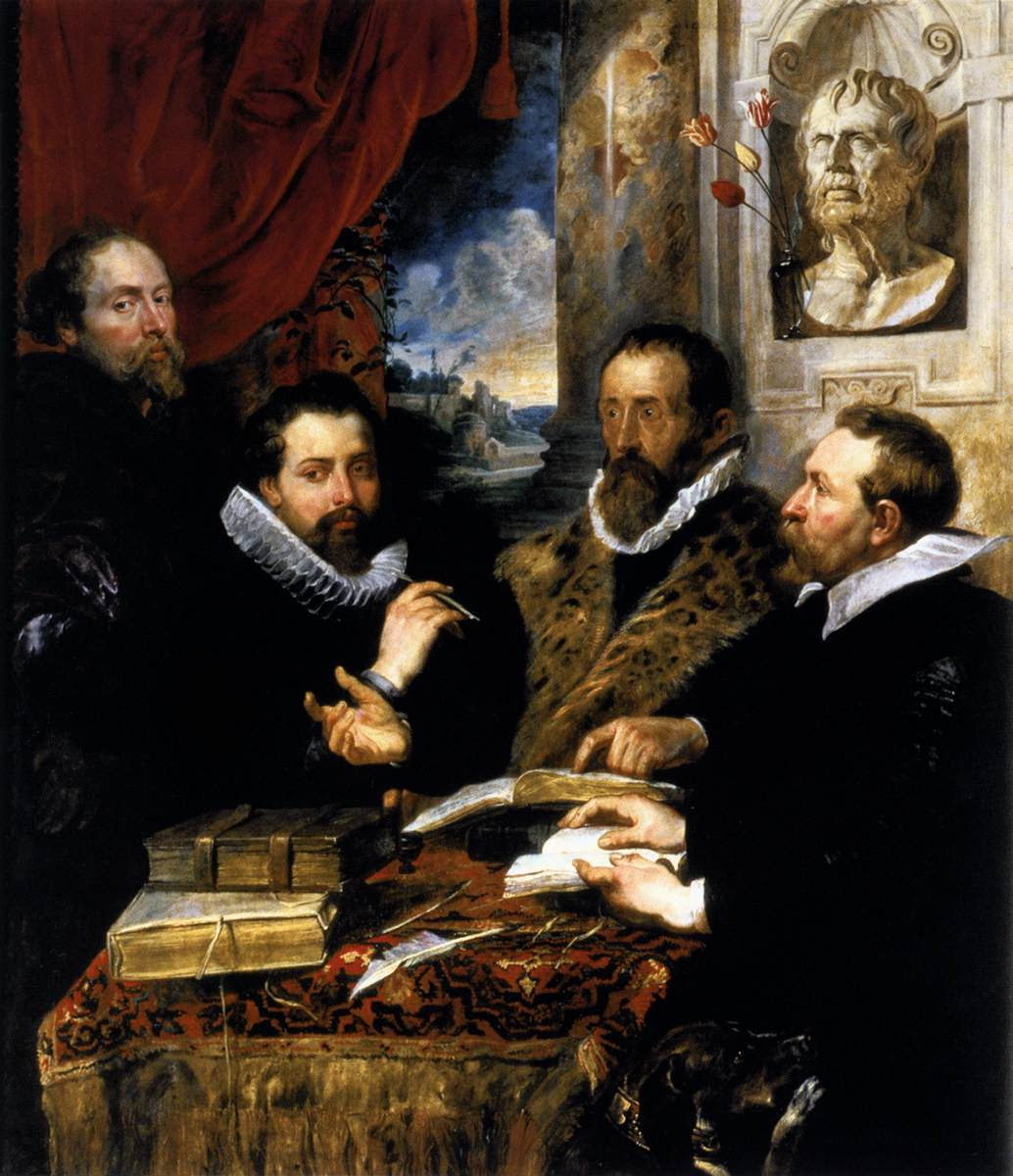
«Чотири філософи», 1611—1612. Палаццо Пітті, Флоренція

У жовтні 1609 року, будучи в Антверпені, Рубенс узяв шлюб з Ізабеллою Брант, дочкою відомого гуманіста Яна Бранта. Добре тут склалася і його кар'єра, він був прийнятий на службу до намісників іспанського короля у Фландрії з правом проживання поза двором своїх меценатів.
Повернення до Антверпена молодого, але уже відомого в Італії художника змусило звертатись до його послуг багатьох заможних бюргерів, представників клерикальних кіл та намісників іспанських Габсбургів. До Брюссельського двору останніх Рубенс виявився прикований «золотими кайданами». Належна йому платня була такою, що він зміг відкрити простору майстерню, найняти велику кількість підмайстрів і збудувати один з найкращих особняків Антверпена (найближче нагадує генуезькі палаццо), який з роками наповнився картинами, статуями і предметами декоративно-ужиткового та ювелірного мистецтва, що являли собою найкращі зразки мистецтва Італії.
Не поривав Рубенс і зв'язків з могутнім орденом єзуїтів. Він взяв участь у проектуванні орденом антверпенської церкви св. Карла Борромея і практично одноосібно відповідав за її внутрішнє оздоблення; хоча, у підготовці ескізів плафона йому допомагав Антоніс ван Дейк — найталановитіший з його численних учнів. Вінцем його співпраці з церквою стали грандіозні вівтарні картини «Воздвиження Хреста Господнього» (1610) для церкви Святої Вальбурги та «Зняття з хреста» (1611—1614) для міського собору Антверпена.

## Галерея Марії Медічі та Рубенс у ролі дипломата (1621—1630)

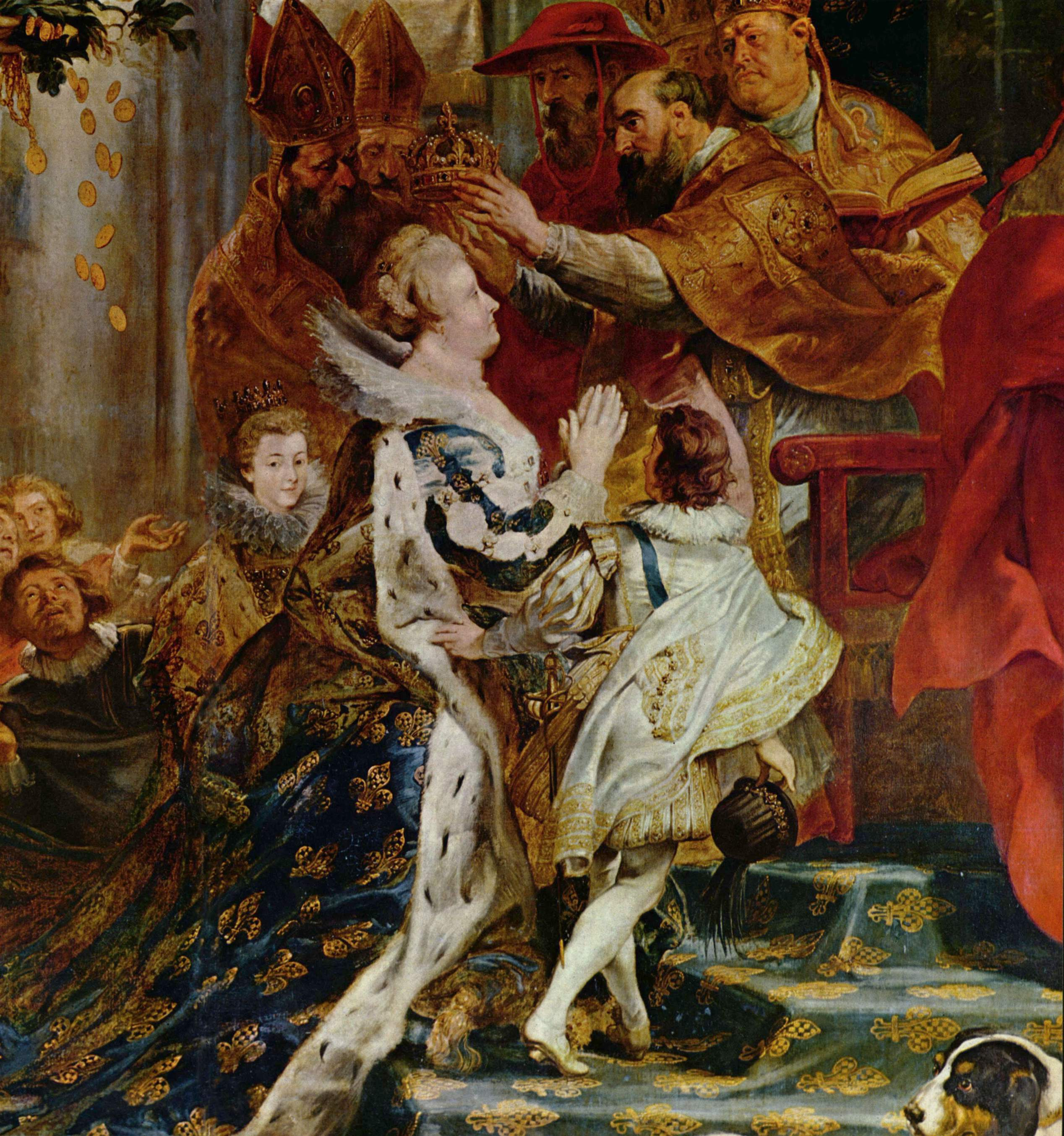
«Коронація Марії Медічі», 1625

У 1621 році іспанська інфанта Ізабелла Клара Євгенія зробила Рубенса своїм радником з питань продовження перемир'я з Нідерландською республікою. З цього моменту фламандський живописець, що вирізнявся ввічливістю, був начитаний, знав шість мов і листувався з багатьма коронованими особами (його називали «королем художників і художником королів»), став цінним придбанням для дипломатії іспанських Габсбургів. Окрім коронованих персон Рубенс зустрічався й листувався з відомими науковцями та інтелектуалами Європи, які відзначали його гострий розум і широку освіченість. Це були Ніколя Пейреск, Каспар Шіопіус, П'єр Дюпюї та інші.
У 1622 році Рубенса викликала до Парижа начувана про його славу вдовуюча королева Марія Медічі; йому було доручено заповнити картинами з її життя два довгих переходи у новозбудованому Люксембурзькому палаці. Над виконанням цього замовлення Рубенс працював в Антверпені два роки. У 1625 році у його присутності 24 полотна (21 картина з життя королеви плюс 3 портрети) були виставлені в Люксембурзькому палаці (згодом перенесені до Лувра).
Рубенс отримав замовлення на аналогічну серію з життя Генріха IV, покійного чоловіка Марії Медічі, але цей проект так і залишився нереалізованим.
У 1628-му король Філіпп IV запросив Рубенса до Мадрида, де той отримав можливість споглядати багаті зібрання творів свого кумира, Тіціана, а також копіювати їх. У 1629 році йому було доручено вирушити до Лондона для проведення мирних переговорів з Карлом I, що і було виконано блискуче — за підтримки лорд-скарбника Річарда Вестона переконав короля обмінятися посольства та поновити дипломатичну діяльність між державами (наслідком стало укладання Мадридського миру 1630 року), хоча для несприятливої ситуації мав 200 тис. флоринів для підкупу англійських міністрів (цього не знадобилося). Під час перебування в англійській столиці Рубенс покрив стелю вибудуваного Ініго Джонсом бенкетну залу Палацу Вайтголл (англ. Palace of Whitehall) алегоріями з життя батька монарха Якова I. За ці заслуги король посвятив художника у лицарі, а Кембриджський університет зробив його почесним доктором.
Дипломатичну діяльність він повністю покинув лише після 1634 року.

## Другий шлюб художника
1623 року померла 12-річна дочка Рубенса. У 1626 році від чуми померла перша дружина Рубенса, Ізабелла, через що він тоді покинув живопис та поринув у дипломатію, ставши повноважним послом Іспанських Нідерландів, прийнявши на себе ведення складних дипломатичних переговорів. У 1630 році він їздив до Лондона і там підготовляв мир між Іспанією і союзником Голландії — Англією.

1630 року він закохався у дальню родичку першої дружини, 16-річну Елен Фурман (нід. Hélène Fourment), з якою тоді ж взяв другий шлюб. Він написав в листі до друга:
Я взяв молоду дружину, дочку чесних городян, хоча мене з усіх боків намагалися переконати зробити вибір при дворі, але я злякався цього лиха знатності та особливо зверхності. Я хотів мати дружину, яка б не червоніла, бачачи, що я беруся за пензля.
Цей шлюб Рубенса був щасливішим за перший — він мав дружину, яка була повноцінним уособленням його мрій. Елен народила Рубенсу 5 дітей. Вона з початку шлюбу почала з'являтися майже в кожній картині свого чоловіка. Як пізніше помітили критики, у практично кожній картині художника у жіночих о́бразах
...завжди з'єднувалися риси Ізабелли і Елен: у першій він як би передбачав риси другої; в другу вкладав як би незабутній спогад про першу.
Молода дружина стала улюбленим предметом його портретів, серед яких виділяється своєю грайливістю «Шубка» (1638, Музей історії мистецтв). Можна упізнати її риси у персонажах в «Саду кохання» (1634), у «Трьох граціях» (1638) і у «Суді Паріса» (1639).

Портрети членів сім'ї Рубенса
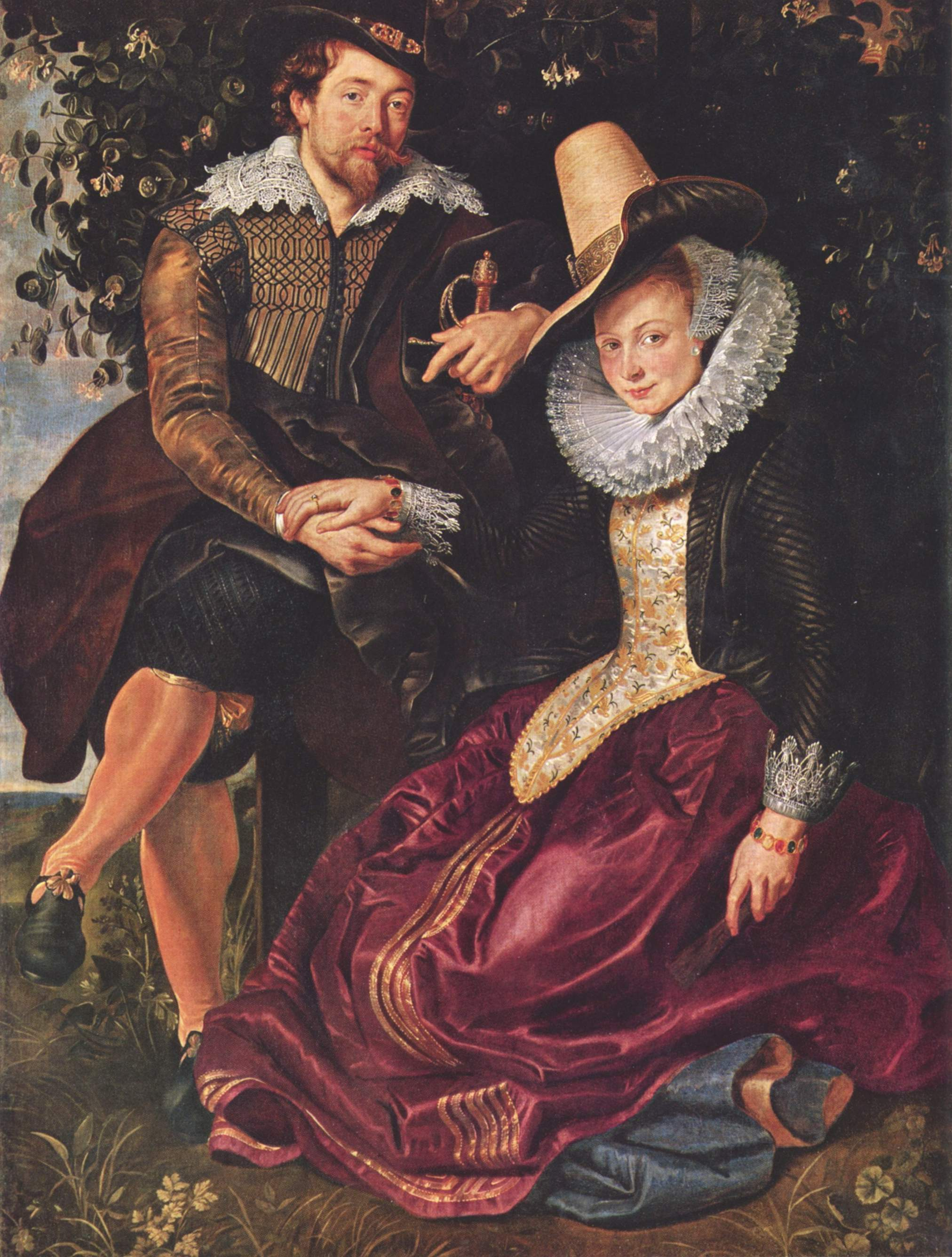
«Автопортрет з Ізабеллою Брант», 1609
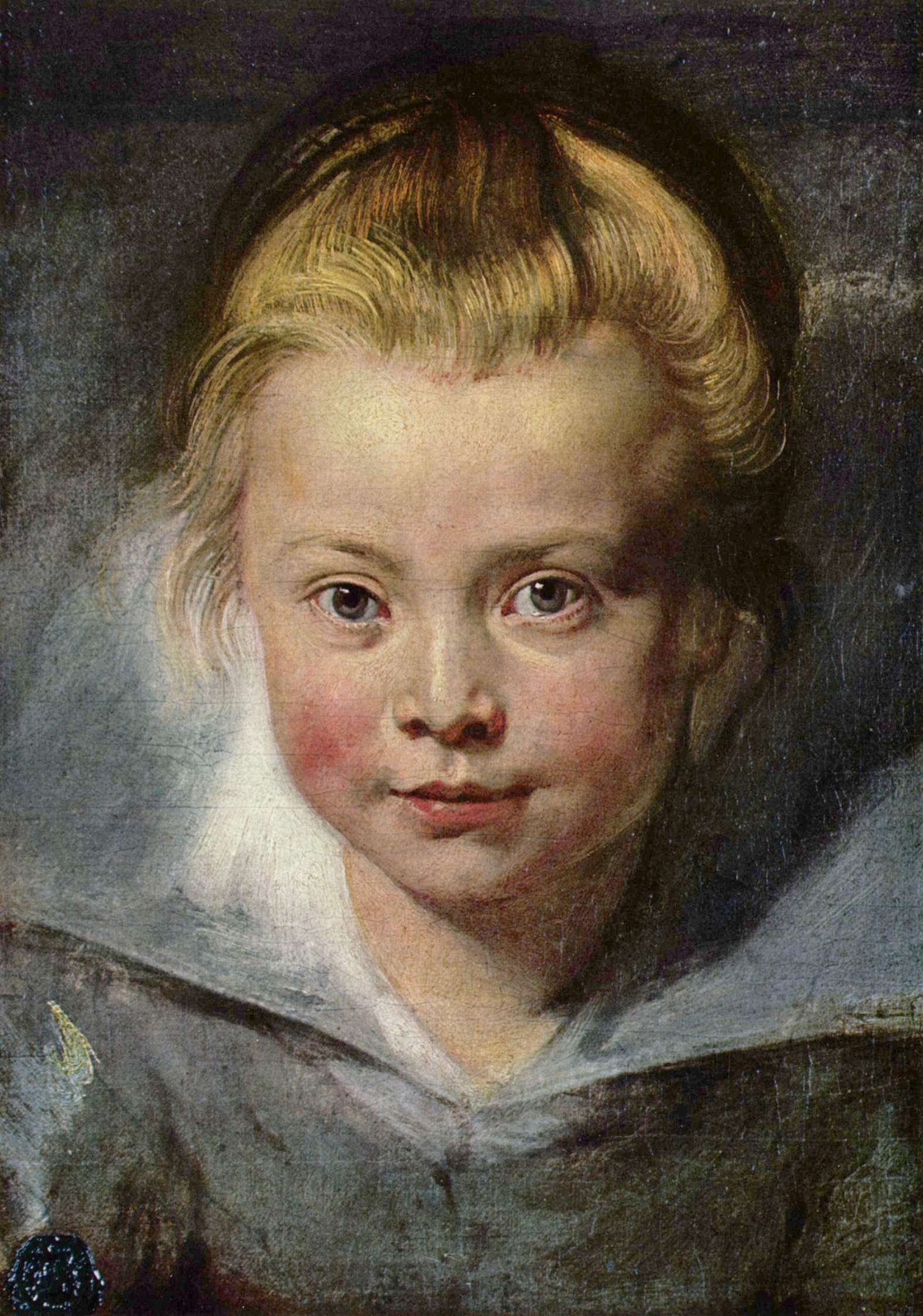
Донька Клара («Голова дитини» 1618)
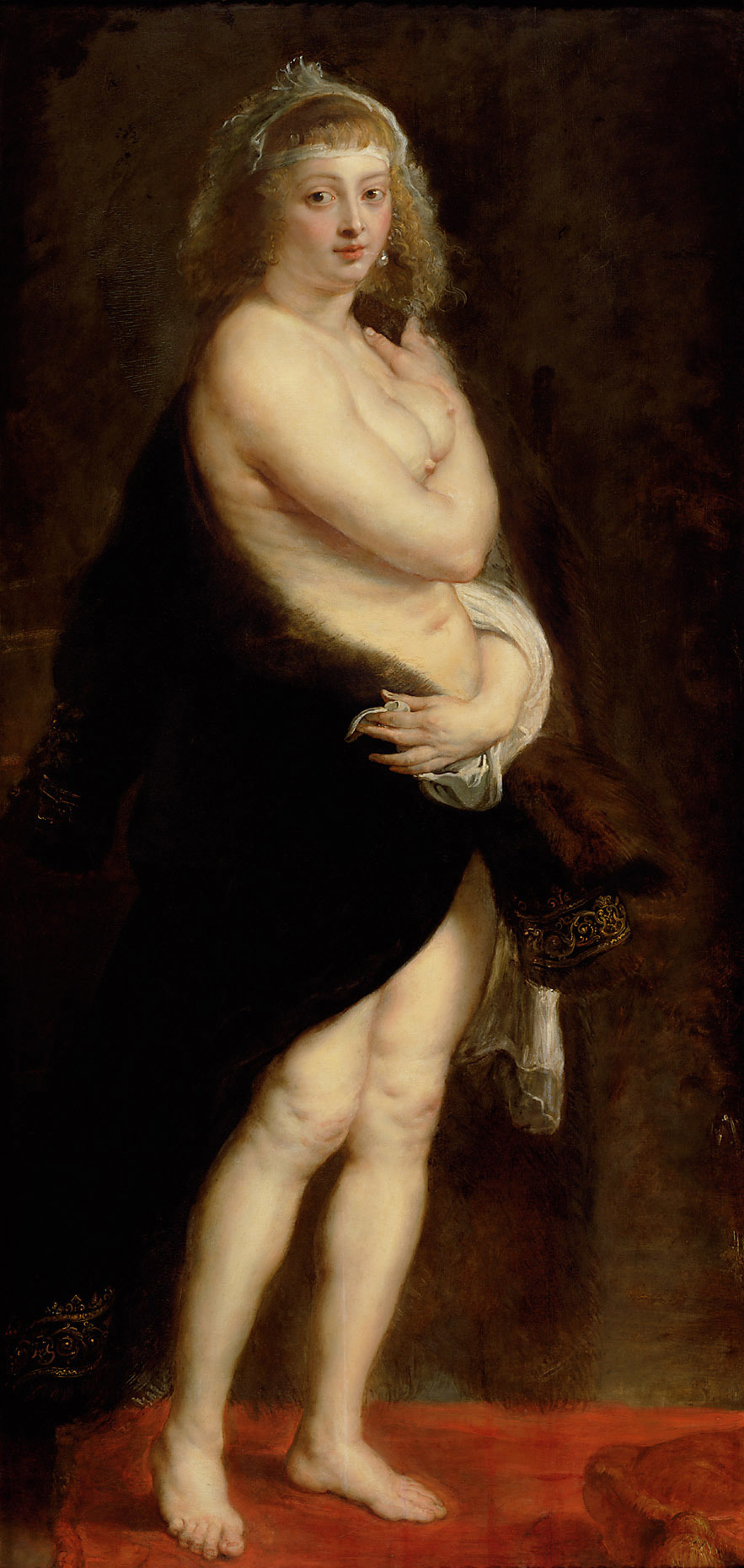
Елен Фурман («Шубка», бл. 1638)
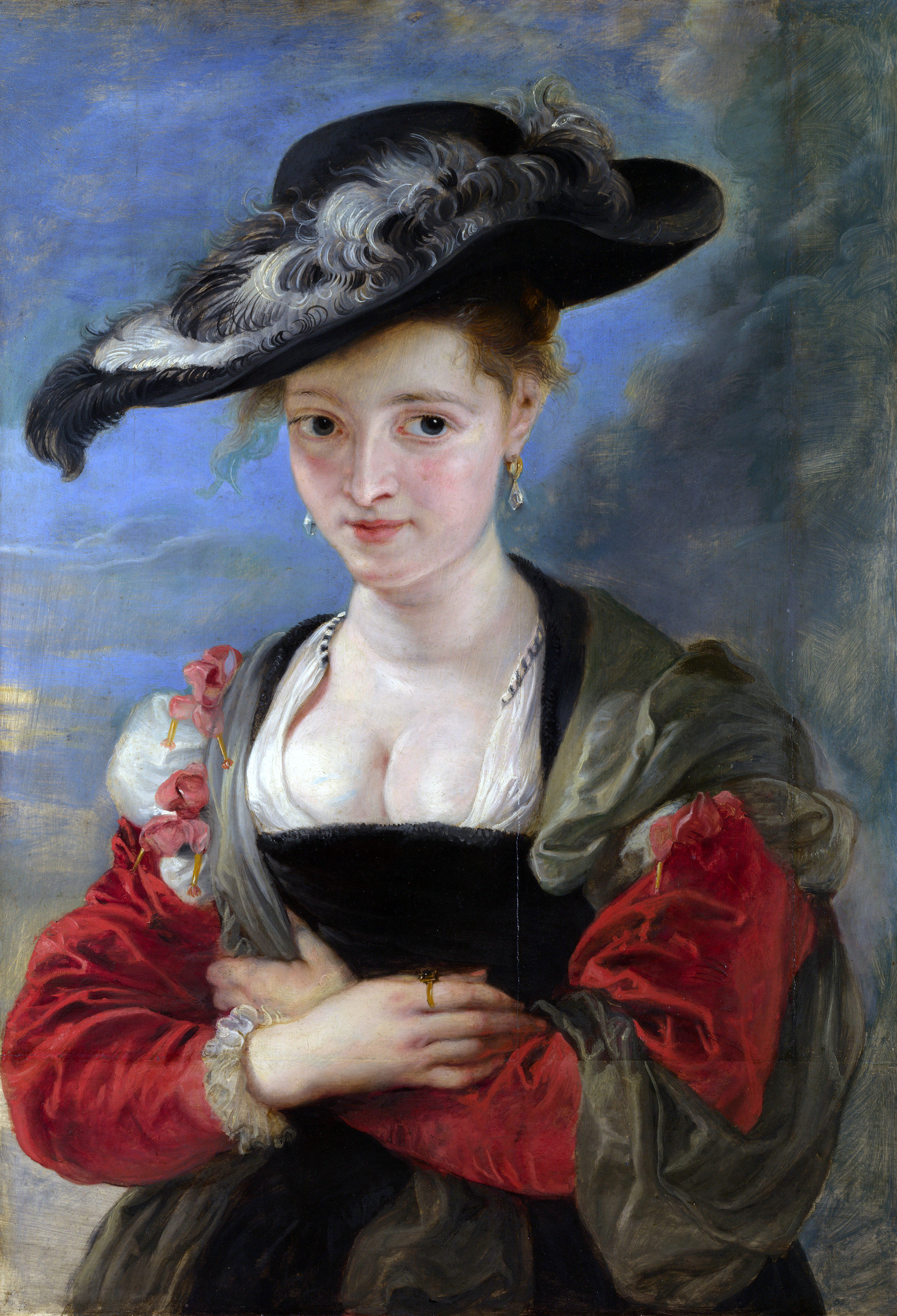
Своячка Сусанна («Солом'яний капелюшок», між 1622 та 1625)
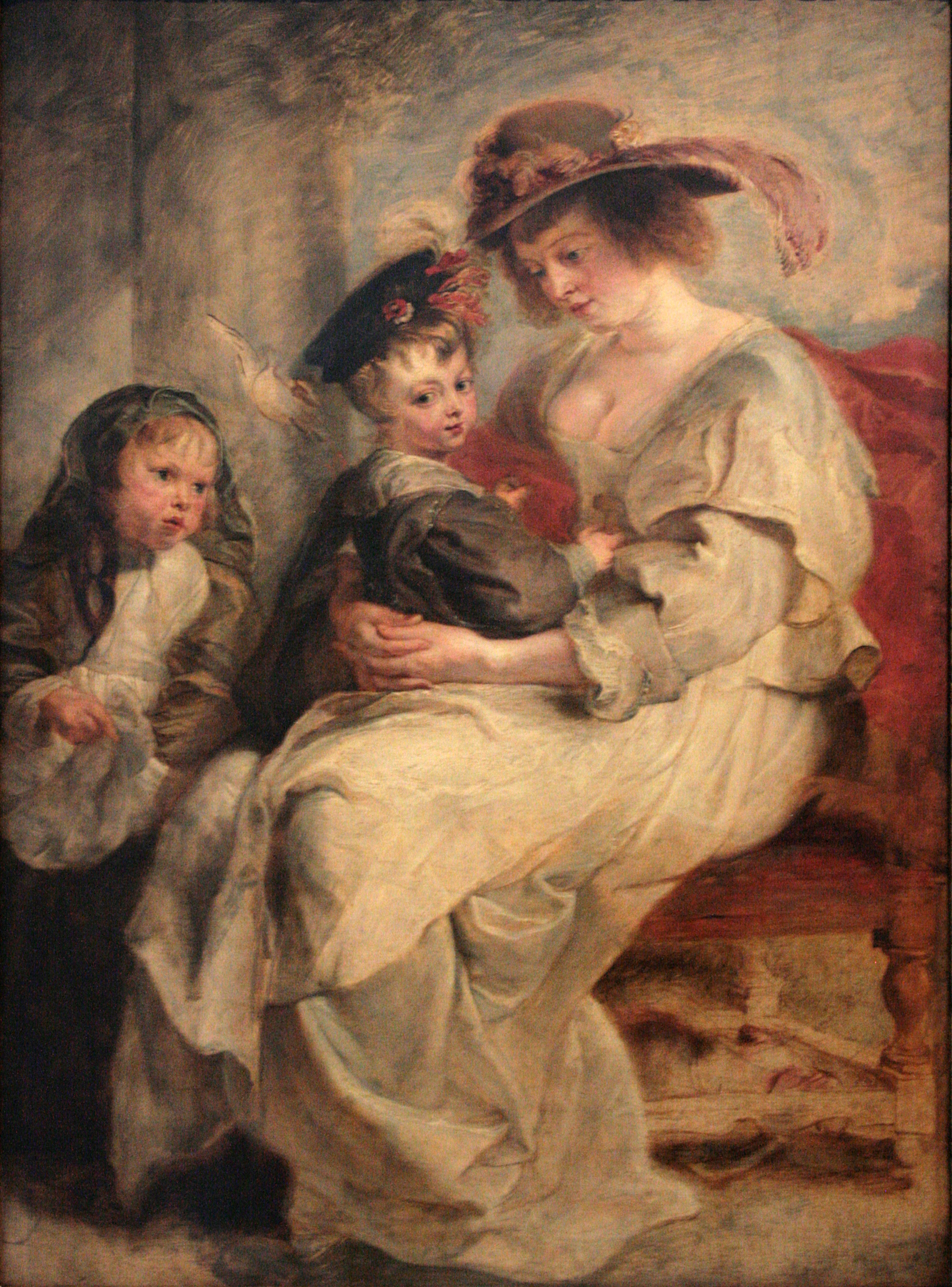
«Елен Фурман з дітьми», 1636

## Останні роки життя (1630—1640)

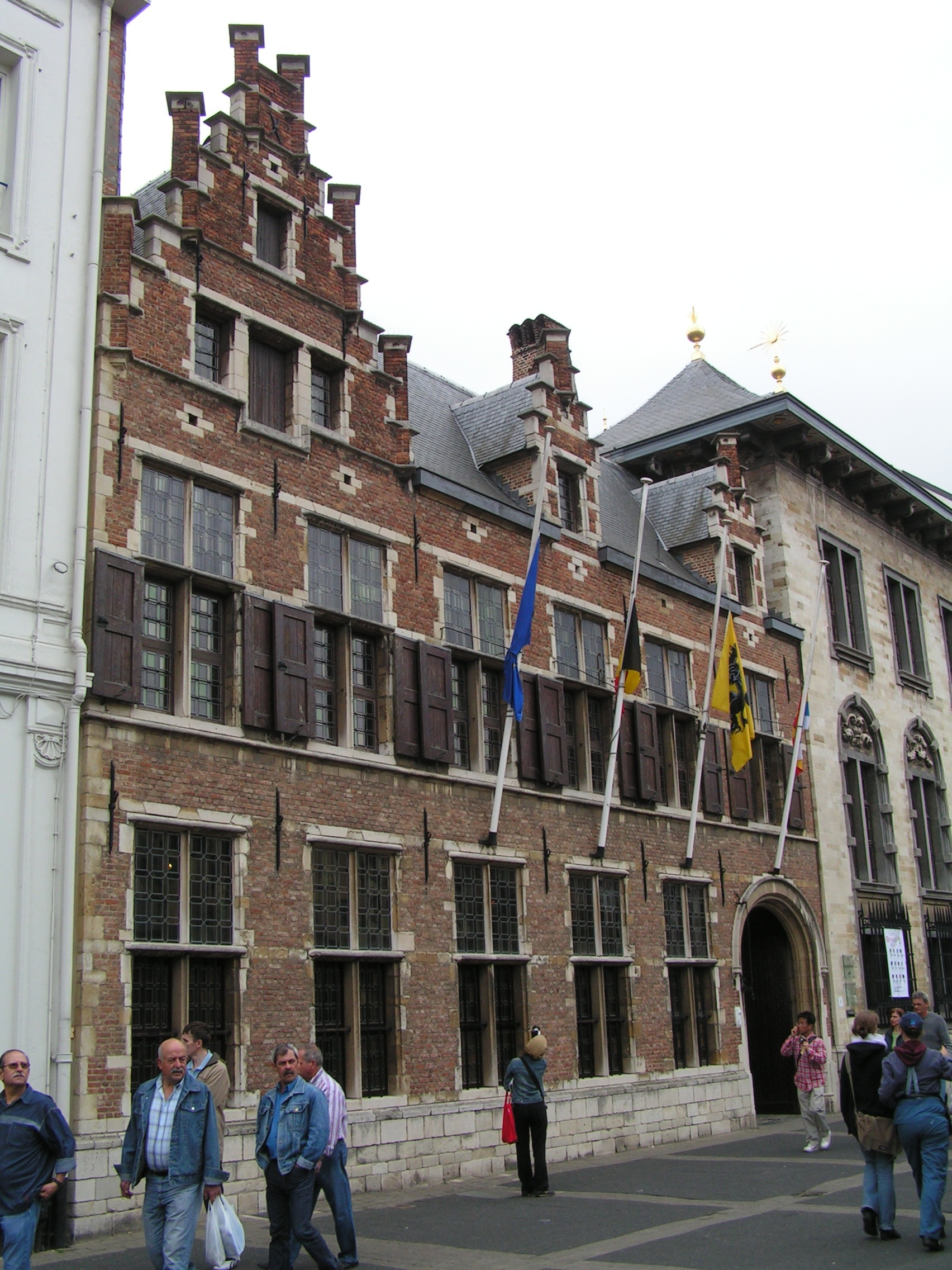
Будинок Рубенса в Антверпені

Останні десять років життя Рубенса були настільки ж продуктивні, як і перші періоди його діяльності. Цей період часто називають «Стеновським» через назву заміський невеличкий палац «Стен» неподалік від Мехелена, котрий Рубенс придбав для себе та своєї родини і де плідно працював аж до смерті. Кошти на покупку забезпечило отримане від іспанського короля замовлення на 120 ілюстрацій до текстів класичних авторів, переважно Овідія. Набагато частіше, ніж раніше, пізнього Рубенса притягують пейзажі. Такі брейгелівські пейзажі, як «Пейзаж з веселкою» (1636) і «Палац Стен» (1637), зобов'язані своєю появою придбанню заміського палацу.
Коли в 1635 році, через рік після смерті правительки Нідерландів інфанти Ізабелли, король Філіпп IV призначив правителем цієї країни свого брата, кардинала-архієпископа толедського Фердинанда, Рубенсу було доручено створення художньої частини святкувань з нагоди урочистого в'їзду нового штатгальтера до Антверпена; за ескізами великого художника були споруджені та розписані тріумфальні арки і декорації, що прикрашали міські вулиці.
Життя в сільській місцевості наблизила Рубенса не лише до природи, а й до селян. У таких речах, як «Кермес» (1638), він намагається перевершити Брейгеля у зображенні молодецької стихії народного свята.

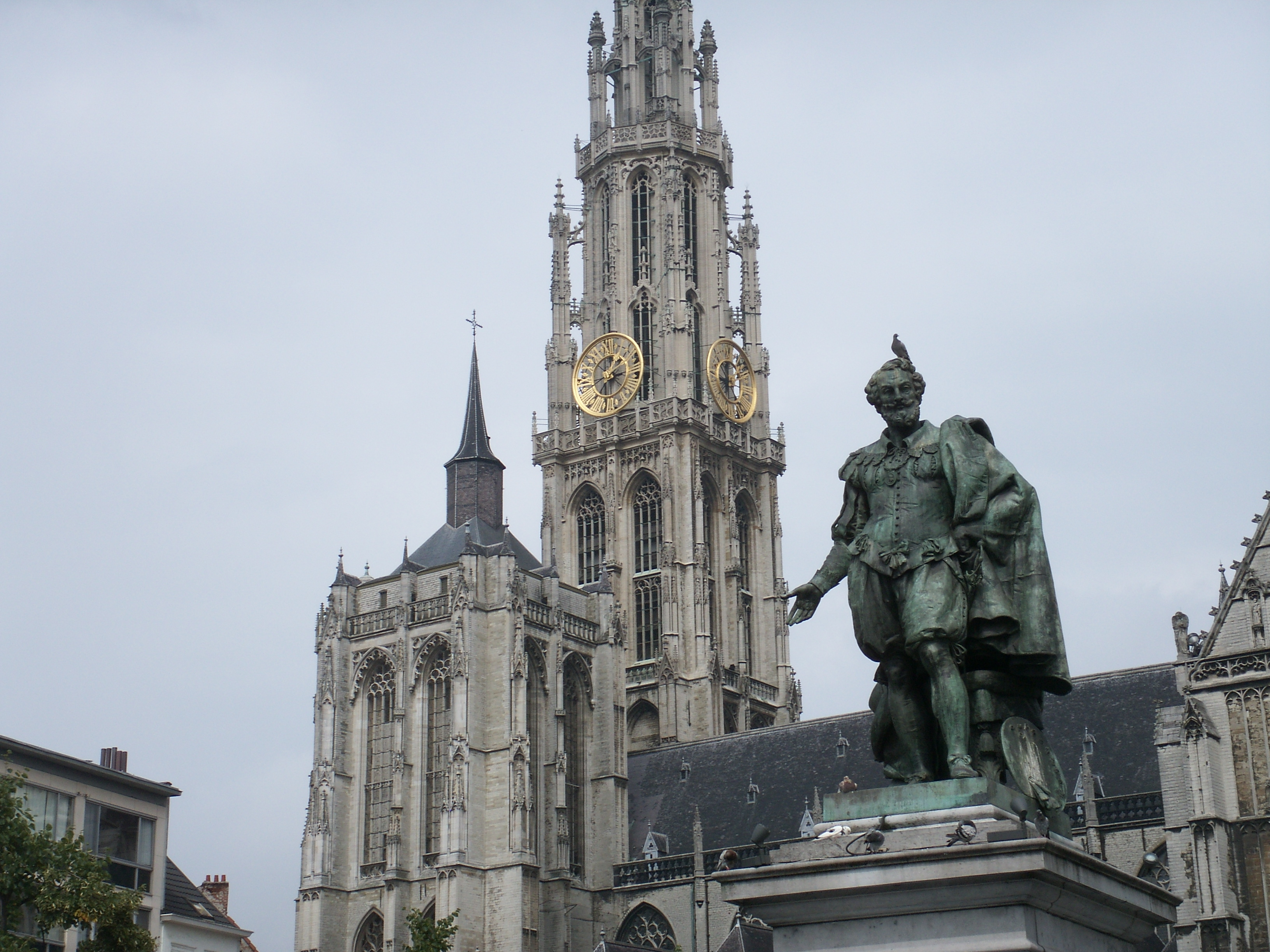
Пам'ятник Рубенсу в Антверпені

Окрім цих значних робіт, Рубенс виконав немало й інших, наприклад серію мисливських сцен для королівського палацу в Мадриді, картини «Суд Паріса» (у Лондонській національній галереї та в мадридському музеї) та «Діана на полюванні», а також цілу низку пейзажів. Незважаючи на активну діяльність, Рубенс знаходив час займатися й іншими справами; так, наприклад, він листувався з інфантою Ізабеллою та Амвросієм Спінолою, захоплювався колекціюванням різб'яних каменів, цікавився книгодрукуванням та виготовив для друкарні Плантена велику кількість титульних аркушів, обрамлень, девізів, заставок та віньєток. Смерть прийшла до великого майстра ще в повній силі його таланту. Він помер в Антверпені 30 травня 1640 року через прогресуючу подагру.
Ежен Делакруа сказав: «Треба бачити Рубенса, треба Рубенса копіювати, бо Рубенс — бог!».
Микола Карамзін писав у «Листах російського мандрівника»:
Рубенса по справедливості називають фламандським Рафаелем… Які багаті думки! Яка згода в цілому! Які живі фарби, особи, сукні!.
У антверпенському будинку Рубенса після реставрації у 1947 році було відкрито музей.

## Майстерня Рубенса

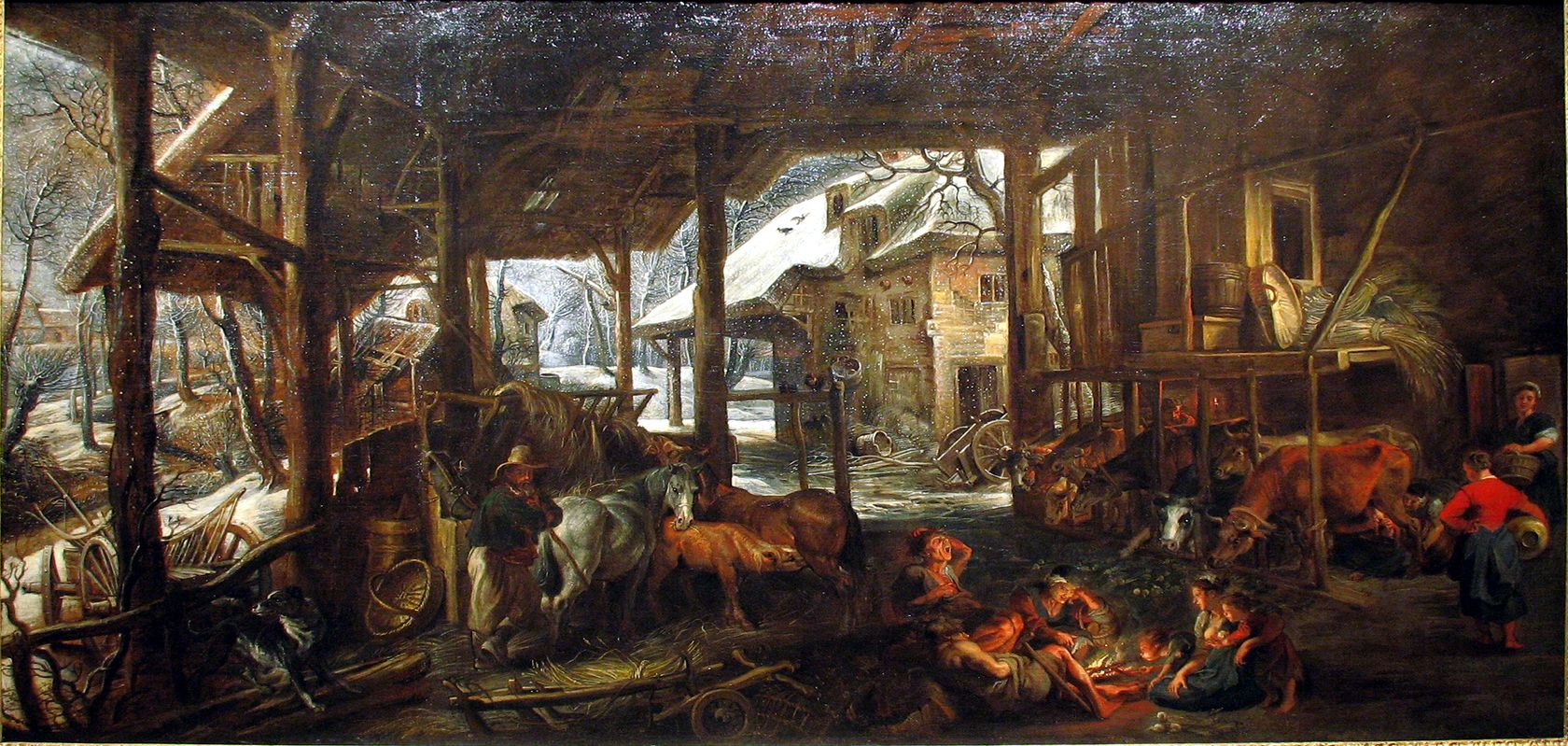
Рубенс із помічниками, «Фермерський двір взимку», 1618—1619

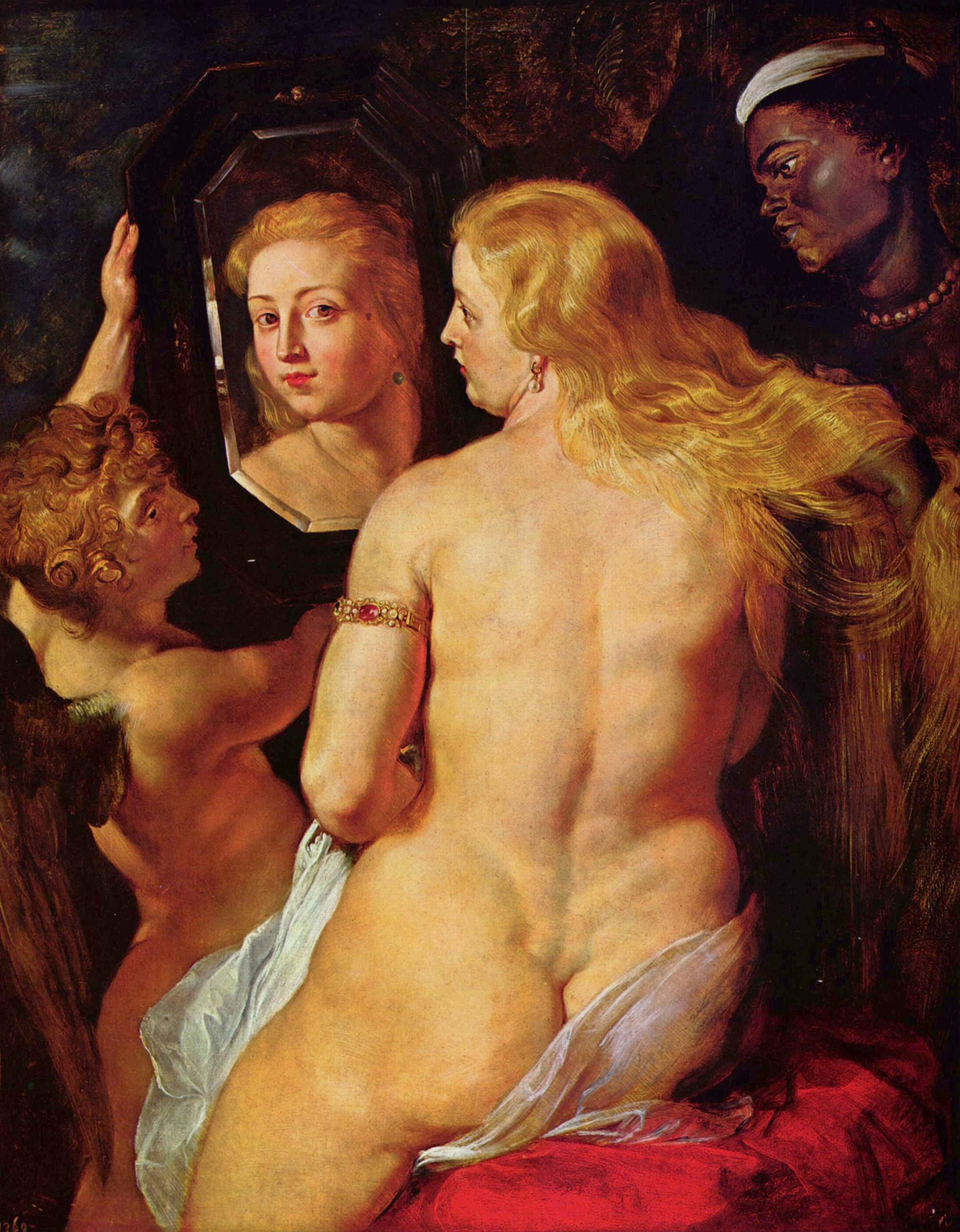
«Венера перед дзеркалом», 1612—1615

Полотна Рубенса можна умовно розділити на три категорії:
- ті, які він малював сам,
- ті, які він малював частково, зазвичай руки й обличчя,
- ті, які були створені під його загальним керівництвом.

Як було заведено в ті часи, він мав велику майстерню, в котрій працювали численні підмайстри й учні. Деякі з них, наприклад Антоніс ван Дейк теж виробились у славетних і самостійних майстрів. Рубенс також запрошував для виконання певних деталей великих композицій, таких як тварини й натюрморти, фахівців, таких як Франс Снейдерс або Якоб Йорданс.
Праця над низкою замов вимагала залученню до реалізації проектів фахівців інших галузей, архітекторів і скульпторів. Відомо, що за ескізами і малюнками Рубенса працювали скульптори Йоханнес ван Мілдерт (1588—1638), Георг Петель (1601—1635) тощо. Три роки в майстерні Рубенса стажувався і молодий скульптор Лукас Файдерб (1617—1697).
Серед митців, що роками працювали в майстерні Рубенса були:
- Абрагам ван Діпенбек (1596—1675)
- Ян Бокгорст (1604—1668)
- Ян ван де Геске (1611—1651)
- Ян Вільденс (1585—1653)
- Еразм Квеллінус молодший (1607—1678)
- Томас Віллібортс Босхарт (1613—1654)

## Офорти Рубенса
Дослідники творчості Рубенса дізнались, що він упродовж деякого часу створював офорти. У часи перебування в Італії Рубенс створив офорт за мотивами стінопису Леонардо да Вінчі «Тайна вечеря». Скопіював для себе Рубенс і центральну частину стінопису Леонардо «Баталія при Ангіарі» (нині Лувр, Париж). Офорт за мотивами «Таємної вечері» зник після 1836 року. Лише в 2009 році його віднайшли в приватній збірці в Італії. Офорт має підпис майстра і є одним з небагатьох аркушів, що створив сам Рубенс.
Після повернення до Антверпену Рубенс відкрив власну граверну майстерню, але, коли побачив, що Лукас Ворстерман (нід. Lucas Vorsterman, 1595—1675) робить офорти не гірші за нього, передовірив йому створення гравюр зі своїх картин.